# (36730) 2000 RV48
2000 RV48 (asteroide 36730) é um asteroide da cintura principal. Possui uma excentricidade de 0.08945800 e uma inclinação de 14.09220º.
Este asteroide foi descoberto no dia 3 de setembro de 2000 por LINEAR em Socorro.